# SZZSD VL8
Az VL8 (ВЛ8) egy  kétszekciós, szovjet villamosmozdony-sorozat. 1953 és 1967 között gyártották a sorozatot és összesen 1723 db készült el belőle.

## Képek

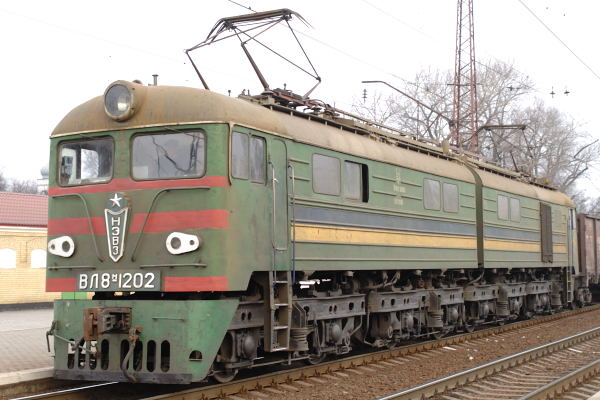
VL8M-1202 az UZ zöld festésében (2007)
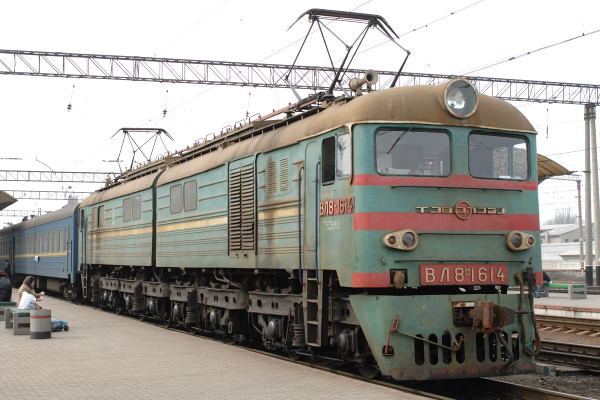
VL8M-1614 az UZ zöld festésében (2007)
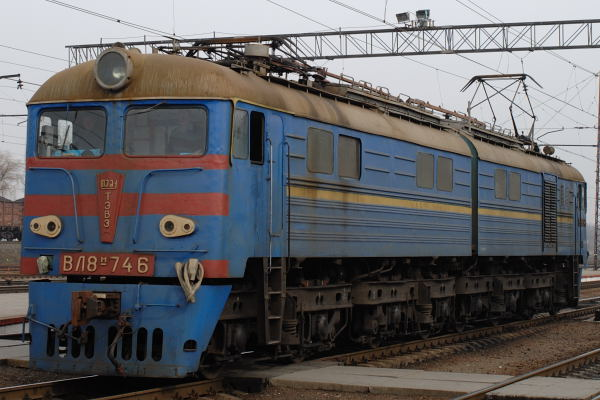
VL8M-746 az UZ kék festésében (2007)